# One Plus One Is One
One Plus One Is One è il quarto album in studio del musicista britannico Badly Drawn Boy, pubblicato nel 2004.

## Tracce
1. One Plus One Is One – 4:18
2. Easy Love – 3:02
3. Summertime in Wintertime – 3:02
4. This Is That New Song – 4:07
5. Another Devil Dies – 5:01
6. The Blossoms – 2:01
7. Year of the Rat – 4:43
8. Four Leaf Clover – 4:19
9. Fewer Words – 1:13
10. Logic of a Friend – 4:38
11. Stockport – 2:37
12. Life Turned Upside Down – 3:24
13. Take the Glory – 5:02
14. Holy Grail – 8:13
15. Don't Ask Me I'm Only the President (traccia bonus USA) – 1:36
16. Plan-B (traccia bonus USA) – 4:47